# Robotnicza Partia Polskich Socjalistów
Robotnicza Partia Polskich Socjalistów (RPPS) – polska partia polityczna lewicy socjalistycznej utworzona na II Zjeździe Polskich Socjalistów w dniu 11 kwietnia 1943, rozwiązana 27 stycznia 1945.

## Zarys historyczny
Początkowo do Komitetu Centralnego weszli: Piotr Gajewski (przewodniczący), Teofil Głowacki (sekretarz), Edward Osóbka (skarbnik), Stanisław Chudoba – redaktor „Robotnika” oraz Jan Mulak – kierownik pionu wojskowego.
RPPS negatywnie oceniała politykę rządu RP na uchodźstwie, Delegatury Rządu RP na Kraj oraz PPS-WRN. Sprzeciwiała się też początkowo jakiejkolwiek ściślejszej współpracy z komunistami z Polskiej Partii Robotniczej (PPR).
Opowiadała się za utworzeniem rządu ludowego i przeprowadzeniem socjalistycznych reform społecznych po wyzwoleniu kraju. Posiadała ona własną organizację bojową, Milicję Ludową RPPS. W kwietniu 1943 weszła ona w skład Polskiej Armii Ludowej. Zastępcą dowódcy PAL był z ramienia RPPS Jan Mulak (Franciszek).
19 września 1943 w Warszawie odbył się III Zjazd RPPS, na którym wybrano Komitet Centralny w składzie: Stanisław Rogens (przewodniczący), Teofil Głowacki (wiceprzewodniczący), Stanisław Chudoba (sekretarz), Piotr Gajewski (wydział zawodowy), Jan Mulak (wydział wojskowy), oraz Mieczysław Dobrowolski, Alfred Jarecki, Janina Święcicka i Stanisław Dobiszewski. Do KC nie wszedł natomiast Edward Osóbka opowiadający się za ścisłą współpracą z PPR.
Od listopada 1943 RPPS współtworzyła Naczelny Komitet Ludowy Zjednoczonych Stronnictw Demokratycznych i Socjalistycznych (którego z ramienia RPPS sekretarzem został Stanisław Chudoba), a od lutego 1944 – Centralizację Stronnictw Demokratycznych, Socjalistycznych i Syndykalistycznych, gdzie była organizacją dominującą.
Jesienią 1943 grupa działaczy RPPS (m.in. b. członek KC Edward Osóbka), łamiąc stanowisko III zjazdu partii, podjęła współpracę z PPR, wchodząc w skład Krajowej Rady Narodowej. KC RPPS usunął Edwarda Osóbkę z partii, który w odpowiedzi ogłosił dokonanie rozłamu w ugrupowaniu. W styczniu 1944 opublikował rozłamowy numer „Robotnika” z artykułem Zmiana kierownictwa, w którym ogłoszono powołanie Tymczasowego Komitetu Centralnego i odwołanie dotychczasowych władz partii. W skład wybranego w styczniu 1944 Tymczasowego KC weszli: Edward Osóbka (przewodniczący), Eugeniusz Kembrowski (wiceprzewodniczący), Michał Szyszko i Feliks Baranowski (sekretarze), Krystyna Strusińska i Jan Stefan Haneman (skarbnicy) oraz Leon Tworkowski-Malinowski i Aleksander Żaruk-Michalski.
Edward Osóbka oraz działacze z nim związani zwołali 7 maja 1944 IV zjazd RPPS. Na Zjeździe ponownie – tym razem zaocznie – wybrano Edwarda Osóbkę na przewodniczącego, zaś do KC weszli: Feliks Baranowski, Michał Szyszko, Krystyna Strusińska i Aleksander Żaruk-Michalski. Powołano również przewodniczącego z Rady Naczelnej Stanisława Szwalbego. Okręg radomski reprezentował Karol Rajski ps. „Kolejarz”, okręg Warszawski Jan Brzeziński ps. „Ksiądz”. Zjazd krytycznie ustosunkował się do uchwał przyjętych na III Zjeździe. Dotychczasowe stanowisko RPPS w stosunku do Związku Radzieckiego i PPR uznano za błędne i szkodliwe, krytycznie ustosunkowano się do powołanego przez kierownictwo RRPS Centralnego Komitetu Ludowego, a wysuwaną przez niego koncepcje rekonstrukcji rządu emigracyjnego, porozumienia z WRN i SL oceniono jako nierealną. Za jedynie słuszne z punktu widzenia interesów klasy robotniczej i narodu, zjazd uznał udzielenie pełnego poparcia dla KRN i nakreślonego przez nią programu.      
Pozostała część RPPS, odrzucająca ścisłą współpracę z komunistami, zmieniła w czerwcu 1944 nazwę partii na „PPS-Lewica”. Kierownictwo Komitetu Centralnego objął Piotr Gajewski, zaś sekretarzem został Alfred Jarecki. Bronisław Syzdek w swojej pracy używa określenia „odłam CKL” i „odłam KRN” – w jego przekonaniu bardziej adekwatnie oddaje to zarysowany podział aniżeli termin prawica i lewica RPPS, bowiem podział w RPPS dokonał się na tle stosunku do KRN i dróg konsolidacji lewicy a nie różnic w zagadnieniach społecznych.
W lipcu 1944 przedstawiciele RPPS Edwarda Osóbki uczestniczyli w powołaniu Polskiego Komitetu Wyzwolenia Narodowego (PKWN). W czasie powstania warszawskiego oba odłamy socjalistycznej lewicy działały wspólnie, a w stolicy weszły w skład Powstańczego Porozumienia Demokratycznego, które uznało PKWN. Jego pionem zbrojnym były Połączone Siły Zbrojne AL, PAL i KB. 21 września działacze RPPS i PPS-Lewicy wydali w powstańczej Warszawie odezwę Do socjalistów – robotników, pracowników umysłowych Warszawy, w której solidaryzowali się z odrodzoną PPS Organem prasowym RPPS był „Robotnik”, zaś RPPS Edwarda Osóbki „Barykada Wolności”.
27 stycznia 1945 członkowie Rady Naczelnej i Komitetu Centralnego RPPS złożyli oświadczenie o rozwiązaniu partii i wezwali jej członków do wstąpienia do PPS.